# Wires...and the Concept of Breathing
| Críticas profissionais | Críticas profissionais |
| Avaliações da crítica  | Avaliações da crítica  |
| Fonte                  | Avaliação              |
| ---------------------- | ---------------------- |
| AbsolutePunk.net       | (66%) link             |

Wires...and the Concept of Breathing é o álbum de estréia da banda de post-hardcore americana A Skylit Drive. O álbum foi lançado em 21 de maio de 2008, pela Tragic Hero Records. O álbum é conhecido por frequentemente ser referência na série de jogos de vídeo game Final Fantasy. A banda lançou vídeos para cinco faixas: "Wires...and the Concept of Breathing", "This Isn't the End", "Knights of the Round", "All It Takes for Your Dreams to Come True" e "I'm Not a Thief, I'm a Treasure Hunter".

## Faixas
| N.º            | Título                                      | Duração |  |
| 1.             | "In the Beginning There Was Void"           | 1:10    |  |
| 2.             | "Knights of the Round"                      | 2:49    |  |
| 3.             | "Wires (And the Concept of Breathing)"      | 2:31    |  |
| 4.             | "City on the Edge of Forever"               | 3:26    |  |
| 5.             | "Eris and Dysnomia"                         | 2:08    |  |
| 6.             | "I'm Not a Thief, I'm a Treasure Hunter"    | 3:18    |  |
| 7.             | "My Disease"                                | 3:10    |  |
| 8.             | "This Isn't the End"                        | 2:55    |  |
| 9.             | "Sleepwalker"                               | 1:23    |  |
| 10.            | "BlPursuit Lets Wisdom Ride the Wind"       | 3:21    |  |
| 11.            | "Ex-Machina"                                | 3:03    |  |
| 12.            | "Balance"                                   | 3:54    |  |
| 13.            | "All It Takes for Your Dreams to Come True" | 3:15    |  |
| Duração total: | Duração total:                              | 36:22   |  |

## Créditos
Wires...and the Concept of Breathing foi listado no Allmusic.
| A Skylit Drive - Michael "Jag" Jagmin - vocal - Brian White - baixo, guturais - Joey Wilson - guitarra principal - Nick Miller - guitarra base - Kyle Simmons - teclado, sintetizador, piano, programação - Cory La Quay - bateria, gutural Arte e design - Phill Mamula - direção de arte, fotografia | Produção e gravação - Jamie King – produtor - Al Jacobs - engenharia - Mitchell Marlow - masterização, mixagem |

## Posições nas paradas
| Gráfico (2008)            | Posição Maxíma |
| ------------------------- | -------------- |
| US Billboard 200          | 171            |
| US Top Heatseekers Albums | 9              |
| US Top Independent Albums | 20             |